# 야구 글러브

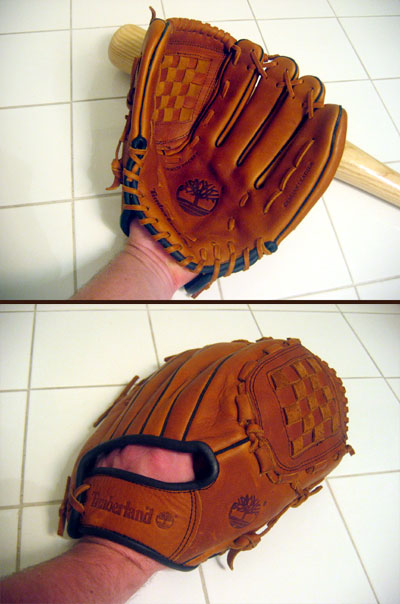
글러브의 모습

야구 글러브(영어: baseball glove) 또는 미트(영어: mitt)는 야구 경기에서 수비수들이 공을 잡기 위해 착용하는 손 보호 장비이다. 볼을 잡는 볼집, 볼이 빠져나가는 것을 방지하는 웹과 손가락 사이를 연결하는 가죽끈으로 구성된다.
글러브의 종류에는 미트(포수용 또는 1루수용), 내야수용 글러브, 외야수용 글러브, 투수용 글러브와 올라운드 글러브가 있다.

## 종류

### 투수용 글러브
투수용 글러브는 공을 잡을 목적으로 쓰거나 자기가 잡은 그립을 타자들에게 들키지 않기 위해 완전히 막혀있는 웹을 쓴다.

### 내야용 글러브
내야용 글러브 (내야수들이 착용)는 보통 공을 빠르게 꺼내 던지기 쉽도록 볼집의 깊이가 얕다. 특히 유격수의 것은 6 (유격수)-4 (2루수)-3 (1루수) 병살(더블플레이)을 만들어내기 위하여 공을 빨리 꺼내기 위해 볼집의 깊이가 제일 얕고 
글러브가 가장 작다.

### 미트
미트는 포수나 1루수가 빠른 공을 잡기 위하여 고안되었다. 공을 많이 잡는 포지션이다 보니 일반 글러브와 달리 가죽이 더 두껍고 손가락의 구분이 없다. 경기중에는 오직 1루수와 포수만이 미트를 착용할 수 있다.

### 외야용 글러브
외야용 글러브 (외야수들이 착용)는 빠르게 날아오는(타격 시작 기준 160km/h정도)타구를 잡아내기 위하여 크고 두껍고, 볼집의 깊이가 길다.
내야수보다 땅볼보다 뜬공을 많이 처리해야돼서 크다.

## 같이 보기
- 야구 장비